# 블레넘 전투
블레넘 전투(영어: Battle of Blenheim) 또는 제2차 회흐슈테트 전투(독일어: Zweite Schlacht bei Höchstädt)-는 1704년 8월 13일 스페인 왕위 계승 전쟁의 주요 전투이다. 프랑스의 루이 14세는 합스부르크 오스트리아의 수도 빈을 포위함으로써 신성로마제국의 황제 레오폴트 1세를 스페인 왕위 계승 전쟁에서 떨어져 나가게 하고 유리한 평화협정을 맺으려 하였다. 프랑스의 마르생 원수와 바이에른의 바이에른 선제후의 연합군은 오스트리아의 서쪽에서 위협을 가했고, 이탈리아 북부에 배치된 방돔(Vendôme) 원수의 프랑스-스페인 연합군은 브레너 가도(Brenner Pass)를 통해 오스트리아를 공격할 가능성이 있었다. 또한 오스트리아의 동쪽에서는 라코치 페렌츠 2세(Rákóczi)의 헝가리 반란군이 존재하고 있었다. 이로 인해 빈은 세 방향에서 압박을 받고 있었다. 이 위협을 해소하기 위해 오스트리아의 동맹국인 영국의 말버러 공작(Duke of Marlborough)은 영국-네덜란드의 동맹군을 베드부르크(Bedburg)에서 남쪽으로 진군하여 대동맹과 함께 황제 레오폴트 1세를 지원하기로 하였다.
말버러 공작은 모략과 정치적 조율을 적절히 사용하여 동맹국과 적군 모두에게 자신의 진정한 목표를 숨길 수 있었고, 이로 인해 저지대 국가에서 도나우 강까지 5주간 250마일(400km)를 진군하는 동안 네덜란드 방면의 프랑스군에게 아무런 방해를 받지 않을 수 있었다. 도나우강에 위치한 도나우뵈르트(Donauwörth)를 확보한 후에, 말버러 공작은 네덜란드 방면의 프랑스군을 지휘하는 탈라르(Tallard) 원수가 슈바르츠발트(검은 숲)(Schwarzwald)을 넘어 구원군을 이끌고 도착하기 전에 독일 방면의 프랑스군을 지휘하는 마르생 원수와 바이에른 선제후의 연합군과 교전할 방법을 찾고 있었다. 그러나 프랑스-바이에른 연합군의 사령관들은 그들의 병력이 충분해질 때까지 싸우는 것을 꺼려했고, 말버러 공작은 바이에른군을 끌어내기 위해 바이에른에 대하여 약탈작전을 개시했다. 그러나 이러한 약탈에도 불구하고 바이에른군은 탈라르 원수가 도착할 때까지 참을성 있게 기다렸다. 마침내 탈라르가 프랑스-바이에른 연합군을 지원하기 위해 도착했을 때 오스트리아의 외젠 공작(Prince Eugene) 역시 동맹군을 지원하기 위해 도착했고, 양군은 결국 블린트하임(Blindheim - 영어식으로 블레넘(Blenhelm))의 작은 마을 근처에 있는 도나우 강의 강둑에서 만나 교전을 벌이게 되었다.
블린트하임은 스페인 왕위 계승 전쟁의 중요한 전환점 중 하나가 되었다. 영국-오스트리아 동맹군이 압도적 승리를 거둠으로써 빈은 프랑스-바이에른 연합군의 위협에서 벗어나게 되었고, 대동맹이 붕괴되는 것을 막아냈다. 바이에른은 전쟁에서 이탈 했으며, 루이 14세는 이후 전쟁을 끝내기 위해 빠른 승리를 원하게 되었다. 전투의 결과 프랑스는 탈라르 원수가 영국군에 포로로 잡힌 것을 비롯해 30,000명이 넘는 사상자를 냈다. 1704년이 가기 전에 동맹군은 다음 해인 1705년에 프랑스 본토로 진군해 들어가기 위한 준비로 트리어(Trier)의 도시들과, 란다우(Landau) 그리고 모젤(Moselle)에 있는 트라바체(Trarbach)를 점령했다.

## 배경
1704년, 스페인 왕위 계승 전쟁은 4년째를 맞았다. 전년 프랑스와 그들의 동맹자들은 승리를 이루어냈는데, 가장 특기할 것은 빌라르(Villars) 원수의 프랑스군과 바이에른의 선제후가 합스부르크의 수도인 빈에 대한 직접적인 위협을 만들어 냈다는 것이다. 그럼에도 불구하고 빌라르 원수와 바이에른 선제후 사이에 불화로 인해 프랑스-바이에른 연합군은 빈으로 진격하지 못하고 있었다. 결국 빌라르 원수는 덜 역동적인 마르생 원수로 교체되었다. 그러나 1704년 전역에서 오스트리아에 대한 위협은 아직도 현실적이었다. 라코치 페렌츠 2세의 헝가리 반란군은 이미 오스트리아의 동쪽을 위협하며 다가오기 시작했고, 방돔 장군의 프랑스-스페인 연합군은 북부 이탈리아로부터 침략해 들어오기 시작했다. 마드리드와 베르사유의 궁전에서는 빈의 함락은 의심할 여지없가 없다고 생각되고 있었고, 또 이 함락은 대동맹(Grand Alliance)의 붕괴를 이끌어 낼 것이라고 여겨졌다.
다뉴브강을 동맹군으로부터 고립시키기 위해, 빌레루아(Villeroi) 원수가 지휘하는 46,000명의 프랑스군은 네덜란드의 마스트리히트(Maastricht) 근처의 70,000명에 달하는 영국-네덜란드 연합군을 저지하고 있었으며, 드 코그니 장군은 동맹군의 갑작스런 기습에 대비하여 알자스를 지키고 있었다. 이로 인해 빈의 방어를 위해 즉각적으로 동원할 수 있는 유일한 병력은 스트라스부르(Strasbourg)의 탈라르 원수의 프랑스군을 감시하기 위해 스톨호펜(Stollhofen) 근교의 경계에 주둔하고 있던 바덴의 공작 루이(Prince Louis of Baden's)가 지휘하는 36,000명의 군세뿐이었다. 그리고 스티럼(Styrum) 휘하에서 울름(Ulm)를 순찰하던 약병 10,000명이 있었다.
런던에 있던 오스트리아 제국의 대사 브라티슬라브 백작(count Wratislaw)과 말버러 공작 존 처칠 모두 다뉴브 지역의 위협을 먼저 제거해야 한다고 생각했다. 그러나 자신들의 방어를 우선시하는 네덜란드는 말러버 공작이 다뉴브와 같은 먼 남쪽으로 모험적인 군사적 행동을 하는 것을 반대하였으며, 또 스페인이 지배하고 있는 남부 네덜란드 지역에서 네덜란드군을 차출하는 것을 허용할 생각이 없었다. 이에 따라 말버러 공작은 계략을 통해 네덜란드의 방해를 이겨내는 방법을 사용했다. 말버러 공작은 네덜란드에서 가까운 모젤 강으로 이동한다고 속여 네덜란드 정부의 허가를 받았다. 그러나 일단 네덜란드 정부의 사슬에서 풀려나게 되자 말버러 공작은 남독일의 오스트리아 군대와 합류했다. "나의 계획은" 말버러 공작은 헤이그에서 4월 29일 그의 정치적 친구인 시드니 고돌핀(Sidney Godolphin)에게 편지를 보냈는데 "영국군과 함께 코블렌츠(Coblenz)로 진군하여 모젤에서 전역을 벌이겠다고 선언하는 것이었소. 그러나 내가 그곳에 갔을 때 나는 네덜란드 정부에게 편지를 썼는데 나는 전적으로 나의 지휘하에 있는 군대들을 이끌고 진군하여 제국을 구하고 바덴의 루이 공과 바이에른의 선제후를 약화시키기 위한 공세를 하기 위해서는 독일에서 그들과 합류하는 것이 좋다고 하였소."

## 서막

### 주인공이 다뉴브로 진군하다
| “                                | 모두의 눈을 한번에 고정시킨 주홍색 나비벌레가 그것과 관련된 모든 전쟁들을 끌어당기면서 유럽의 지도를 넘어 하루하루 꾸준하면서도 빠르게 기어가기 시작했다. | ” |
| — 윈스턴 처칠(Winston Churchill) | |   |

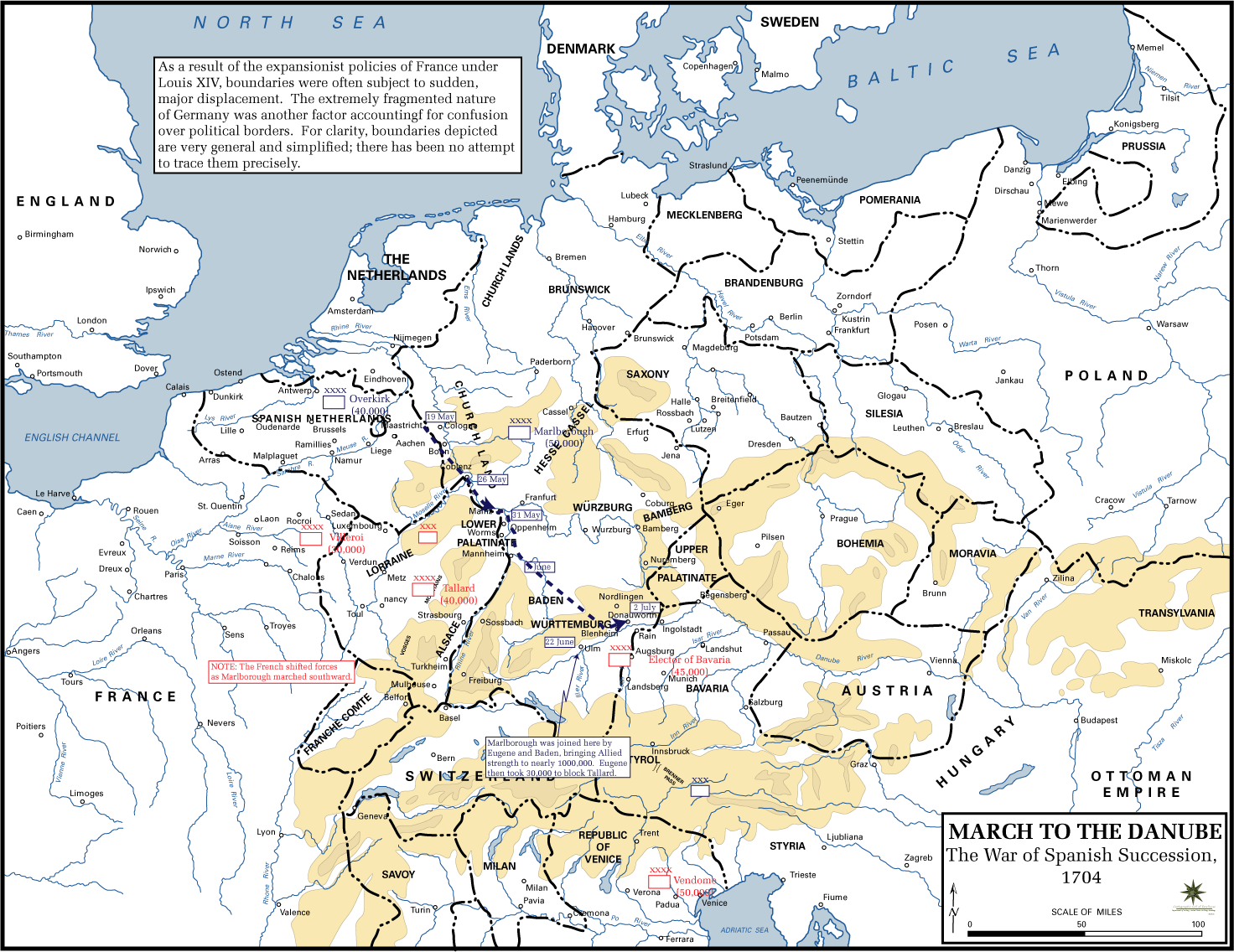
베드부르크(쾰른근처)에서 행군하여 다뉴브에 도달한 말버러 공작. 그는 세심한 계획과 organisation을 통해 적을 완벽하게 속인 명연기로 적의 손길을 뿌리치고 250마일(400km)을 행군해 비엔나에 도달했다.

말버러의 진군은 쾰른(Cologne)의 북동쪽 20마일(32km)떨어진 베드부르크에서 5월 19일 시작되었다. 공작의 동생 찰스 처칠(Charles Churchill)에 의해 조직된 군대는 66개의 기병 대대, 31개의 보병 대대, 그리고 38대의 포와 박격포로 총 21,000명의 병력(그 중에서 영국군은 16,000명이었다.)이었다. 이 군대는 말버러 공작이 다뉴브에 도달하는 동안에 독일의 동맹 제후국들이 합류함으로써 40,000명(47개의 보병 대대와 88개의 기병대대)까지 증강되었다. 말버러가 진군하는 동안, 오버크리크(Overkirk)장군은 빌레루아가 공격할 것에 대비하여 수세적인 입장을 유지하고 있었다. 말버러 공작은 만약 프랑스가 네덜란드를 공격할 경우 제 때에 돌아올 수 있다고 확언했지만, 사실 그는 네덜란드 방면의 프랑스군이 네덜란드를 공격하기보다는 그를 뒤쫓을 것이라고 예상하고 있었다. 이러한 말버러 공작의 추측은 옳았다. 빌레루아는 60개의 기병 대대와 42개의 보병 대대로 이루어진 30,000명의 군대를 이끌고 말버러 공작을 따라붙었다.

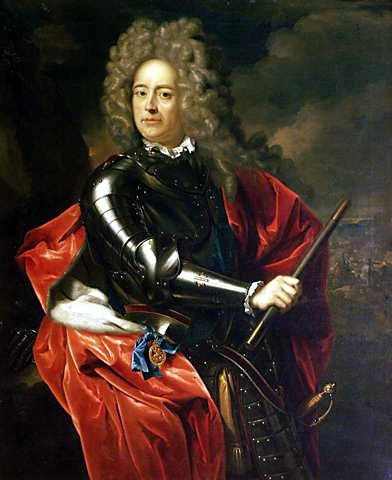
말버러 공작 (1650–1722) by 고드프리 넬러경.

말버러 공작의 작전은 상당한 군사적인 위협을 감수하고 있었다. 라인강을 따라 개설된 말버러 공작의 연락망은 완벽하게 프랑스군에 노출되어 있었고, 프랑스군은 강의 왼쪽 면과 중간 부분을 제어하고 있었다. 또한 긴 행군은 피로와 질병으로 인해 많은 군마와 인명의 손실을 낳을 것이었다. 그러나 말버러 공작은 현재의 위기 상황을 타개하기 위해 모험을 해야 한다는 확신이 있었다. 말버러 공작은 일찍이 고돌핀에게 편지를 썼다.
| “ | 나는 스스로 엄청난 도박을 하고 있음을 느꼈소. … 그러나 제국이 아무것도 하지 않으면 내가 그것을 해야했소…. | ” |

동맹의 준비가 진척되는 동안에 프랑스군은 마르생 장군에 대한 보급을 유지하는데 여념이 없었다. 마르생은 바이에른의 선제후와 함께 오스트리아의 사령관 바덴의 루이 공을 상대해 오고 있었고, 프랑스로부터 어느정도 고립되어 있었다. 그의 유일한 연락 수단은 슈바르츠발트(검은 숲)의 거친 바윗길이었다. 그러나 5월 14일 탈라르 원수가 튀젠 남작(Baron Thüngen)을 따돌리고, 막대한 병량과 무기를 갖춘 10,000명의 지원군을 이끌고 오자 오스트리아군은 그를 요격하려고 하였다. 그러나 탈라르는 다시 한번 튀젠 남작을 따돌리고 라인 강으로 돌아가 버렸다. 이러한 기동은 상당한 군사적 성공이었다.
5월 26일 말버러 공작은 모젤 강이 라인 강과 만나는 코블렌츠에 도착했다. 만약 말버러 공작이 원래 네덜란드에 제안했던대로 모젤 강을 따라 공격하려 한다면 그는 여기서 서쪽으로 진로를 돌려야 했다. 그러나 다음날 그의 군대는 라인강의 오른쪽 강변을 건너기 시작했다.(5,000명의 하노버군과 프로이센군이 합류하는 동안 잠깐 멈추었을 뿐이었다) "모젤에서의 전역은 없을 것입니다."라고 영국군의 공격에 대비하여 모젤강에 대한 방어 태세를 갖추고 있던 빌레루아는 쓰고 있다. 
| “ | 영국군은 전부 독일 내로 들어갔습니다. | ” |

이제 프랑스군은 말보로 공작이 알자스를 침공하고 스트라스부르 공격할지도 모른다고 생각했다. 말버러 공작은 마치 다시 서진할 것처럼 필리프스부르크(Philippsburg)의 라인 강변에 다리를 설치함으로써 다시 한번 프랑스를 속였다. 이로 인해 빌레루아뿐만이 아니라 탈라르가 알자스의 방위에 합류하게 되었고, 이로 인해 프랑스의 빈 공격은 불확실하게나마 저지되었다.
빌레루아가 말버러를 계속 따라다니게 되면서, 프랑스가 네덜란드를 공격할 가능성은 없어지게 되었다. 말버러 공작은 만약 프랑스가 네덜란드를 공격한다면 네덜란드로 돌아가겠다고 약속하면서 그의 전군을 하루에 80마일(130킬로미터)을 갈 수 있는 라인강의 바지선으로 옮겨 태웠다. 자국의 안전이 확보되자 네덜란드 정부는 즉시 7개의 보병 대대와 22개의 기병대대로 구성된 덴마크인 부대를 지원병으로 파견하는 것을 결정했다. 말버러 공작은 네카어강(Neckar)와 라인의 평원에 있는 라덴부르크(Ladenburg)에 도착하였고, 여기서 기병대의 피로를 풀고 따라오는 포들과 보병대를 기다리기 위해 3일간 쉬었다. 6월 6일, 말버러 공작은 하이델베르크(Heidelberg)의 남쪽에 위치한 비스로흐(Wiesloch)에 도착했다. 다음날 동맹군은 라인 강을 넘어 다뉴브강의 경계인 슈바벤쥐라(Swabian Jura)를 향해 움직였다. 이제 말버러 공작의 목표는 의심의 여지가 없어졌다.

### 전략

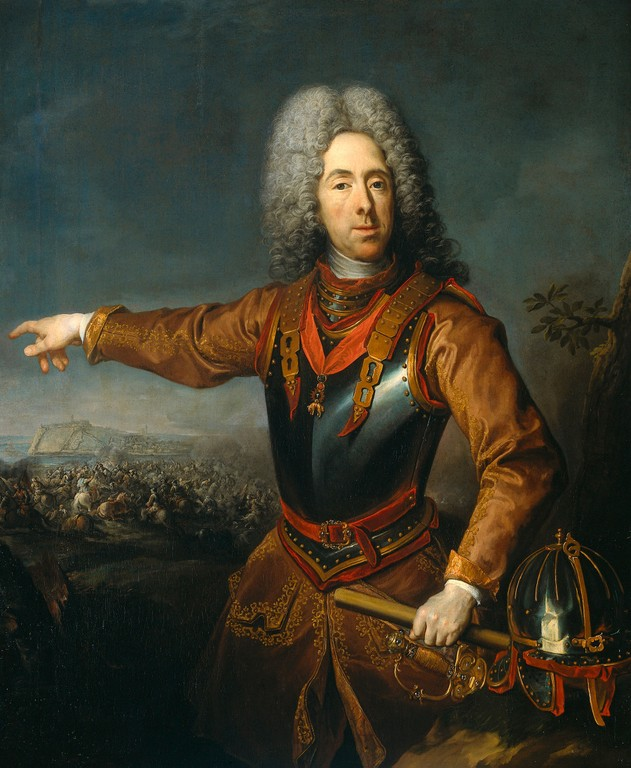
사보이 공작 외젠(1663–1736) by Jacob van Schuppen. 외젠과 말버러는 1704년 처음으로 만남을 가졌다. 이들은 이때부터 프로페셔널한 우정을 평생 나뉘게 된다.

6월 10일 말버러 공작은 다뉴브강과 라인강의 중간에 있는 뮌델스하임(Mundelsheim) 브라티슬라브 백작과 동행한 오스트리아 제국의회의 의장인 외젠 공작과 처음 만났다. 6월 13일까지 오스트리아측 사령관 바덴의 루이 공은 이들과 그로스 헤파치(Gross Heppach)에서 합류했다. 세 장군들은 거의 110,000명에 가까운 군대를 통솔하고 있었다. 회담에서 외젠 공은 28,000명의 병력과 함께 라인 강가에 있는 스톨홀펜으로 가서 빌레루아와 탈라르의 움직임을 감시하고 그들이 다뉴브의 프랑스-바이에른 연합군과 합류하는 것을 방지하기로 결정되었다. 그러는 동안에 말버러 공작과 바덴의 병력은 합류하여 총 80,000명의 병력을 이루었는데, 이들은 다뉴브강으로 진군하여 마르생과 선제후가 지원을 받기 전에 찾아내어 격파하기로 하였다.
말버러 공작의 목표를 알고 탈라르와 빌레루아는 알자스의 란다우에서 6월 13일 만나 바이에른을 구할 빠른 행동을 취할 것을 약속했다. 그러나 프랑스의 경직된 시스템은 작전변경에 있어서 베르사유의 허락을 받아야했다.
하나는 확실하다. 우리는 알자스로 진군하는 것이 지나치게 늦어지게 되었다.— 탈라르의 휘하에서 플랑드르 군대의 지휘를 맡았던 메로드 웨스테르 백작(Mérode-Westerloo)

루이 14세의 허락은 6월 27일에 떨어지고 탈라르는 슈바르츠발트(검은 숲)을 지나 선제후와 마르생을 지원하기 위해 40개의 보병 대대와 50개의 기병 대대와 함께 떠났다. 빌레루아는 스톨호펜을 지키는 동맹군을 견제하거나 만약 동맹군이 그들의 전 병력을 다뉴브로 이동하면 그는 탈라르와 합류하기로 하였다. 데 코이그니 장군과 8천의 병력은 알자스를 지키기로 하였다. 7월 1일 탈라르의 35,000명 병력은 켈(Kehl)에서 라인을 넘어 진군하기 시작했다.
그동안, 6월 22일 말버러 공작의 군대는 250마일(400km)의 거리를 5주 만에 주파하여 라운스하임(Launsheim)에서 바덴의 오스트리아군과 만났다. 잘 계획된 시간표 때문에 장기간의 행군에 의한 비전투 손실은 최소화되었다. 파커(Parker) 대위는 진군 당시의 군율을 다음과 같이 묘사한다.
우리가 우리의 동맹군들의 영토를 지날 때, 사람과 말에게 필요한 모든 필수품이 지급되도록 약속되어 있었다. 병사들은 텐트를 설치하고, 주전자에 물을 끓이고, 쉬는 것 외에는 아무 것도 준비할 필요가 없었다.

말버러와 바덴의 동맹군에 비해 마르생과 선제후의 프랑스-바이에른 연합군의 수는 40,000명 뿐이었기에, 병력적 열세를 인식하여 다뉴브강의 북쪽 강변에 위치한 딜링겐(Dillingen)으로 이동하여 진을 치고 요새화하였다. 말버러 공작은 공성용 포가 없었기 때문에 딜링겐을 공격할 수 없었다. 말버러 공작은 네덜란드 저지대에서 공성용 포를 가져올 수 없었고, 바덴의 루이공은 적군이 야전을 회피하고 요새에 틀어박혀 있다는 확신에도 불구하고 공성포를 보급하지 못했다.

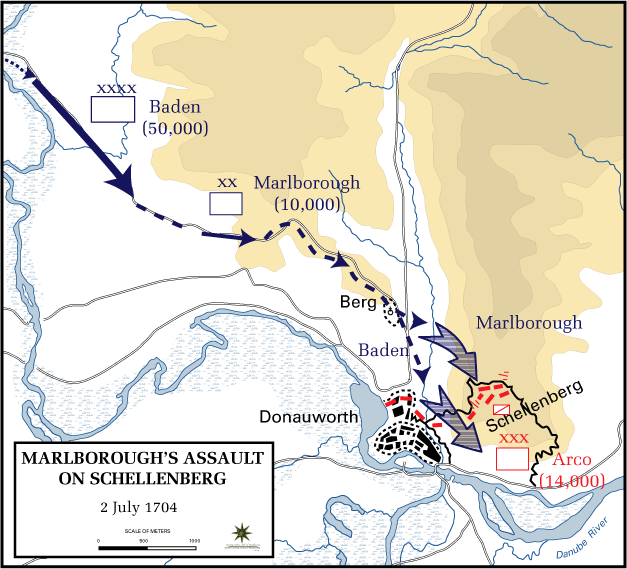
동맹군의 셸렌베르크 강습 – 7월 2일 기습작전으로 점령했다. – 동맹군의 철저한 준비로 강을 건넜다.

그럼에도 불구하고 동맹군은 보급과 강의 도하를 위해 좋은 거점이 필요했다. 7월 2일 말버러 공작은 도나우뵈르트의 마을 위에 있는 셸렌베르크의 거점 요새를 강습했다. 장 다르코(Jean d'Arco)사령관은 이 마을과 수풀이 우거진 언덕을 지키기 위해 프랑스 바이에른 연합군으로부터 12,000명의 병력을 보냈으나 유혈이 낭자한 전투 끝에 양측 다 상당한 숫자의 사상자를 남기고 셸렌베르크는 함락되었으며 도나우뵈르트는 바로 포위되었다. 선제후는 딜링겐에서 자신의 위치가 안전하지 않다는 것을 깨달았고, 아우크스부르크(Augsburg)의 강력한 요새 후방으로 이동하였다.
이러는 동안 탈라르의 진군은 외젠에게 딜레마 상태를 보여주고 있었다. 만약 동맹군이 다뉴브에서 숫자적 우위를 점하지 못한다면 외젠은 탈라르가 도착하기 전에 그의 이동을 막거나, 아니면 그는 말버러 공작을 도와야 할 것이다. 그러나 만약 그가 라인에서 다뉴브로 퇴각한다면 빌레루아는 남하하여 선제후와 마르생과 합류할 것이다. 외젠은 타협했다. 12,000명의 병력을 스톤호펜의 방어선을 지키도록 남겨둔 채 그는 남은 병력으로 탈라르를 방해하기 위해 진군했다.
병력이 적기 때문에 외젠은 탈라르의 진군을 심각하게 방해할 수는 없었다. 그럼에도 불구하고 프랑스군은 상당히 느려지긴 했다. 탈라르의 군대는 말버러 공작의 군대보다도 더 그들의 행군으로 인해 고통받고 있었다. 그들 군마의 대부분은 비저병(Glander)로 고통 받았고, 행군을 유지하기 위해서 적어도 2,000개의 식료품 마차가 필요했다. 프랑스 군대의 약탈에 화가 난 독일 지역 농민들은 탈라르의 문제를 더욱 심각하게 했고, 이는 메로드 웨스테르를 다음과 같이 비탄하게 했다.
분노한 농노들이 우리가 슈바르츠발트(검은 숲)을 다 통과하기도 전에 몇 천에 달하는 아군을 죽였다.

덧붙여서 탈라르는 빌링겐(Villingen)의 작은 마을을 6일(7월 16일~ 22일)동안 공성하자고 주장하였으나 외젠의 군대가 다가온다는 것을 알아차리고 이 작전을 그만두었다.
아우크스부르크에 있던 선제후에게 7월 14일 탈라르가 슈바르츠발트(검은 숲)을 지나 그에게 오고 있다는 것이 알려졌다. 이는 단순히 지원군을 기다리길 독려하는 것보다 선제후의 정치적 입장을 강화할 좋은 소식이었다. 그러나 이로 인해 말버러 공작은 바이에른에 대한 파괴공작을 시도하게 되었으며, 병사들은 다뉴브 남쪽의 부유한 땅에 흩어져 이 지역을 약탈하고 건물들을 파괴하였다. 여기에는 두 가지 목적이 있었는데, 하나는 선제후로 하여금 탈라르의 지원군이 도착하기 전에 전투에 나서게 하는 것이고 두 번째로는 프랑스와 바이에른이 비엔나를 공격할 때나 말버러 공작이 어떤 상황에서 북방으로 퇴각하게 되어 프랑코니아(Franconia)로 물러나게 되었을 때 프랑스-바이에른 연합군의 보급기지로 쓰일 바이에른을 파괴하는 것이었다. 그러나 이 파괴공작은 라인(Rain)에 대한 시간을 끄는 공성전(7월 9~16일)과 함께 외젠 공작으로 하여금 한탄하게 하였다.
도나우뵈르트의 작전으로부터 나는 그들의 행동을 칭찬할 수 없었다.

 그리고 후에 결론내리길 
만약 그가 그의 목표를 성취하지 못하고 고향에 돌아가야 한다면, 그는 확실히 파멸할 것이다.

그럼에도 불구하고 말버러 공작은 전략적으로 프랑스-바이에른군과 빈의 사이에서 동맹군의 숫적 우위를 유지하고 있었다.

### 최종배치

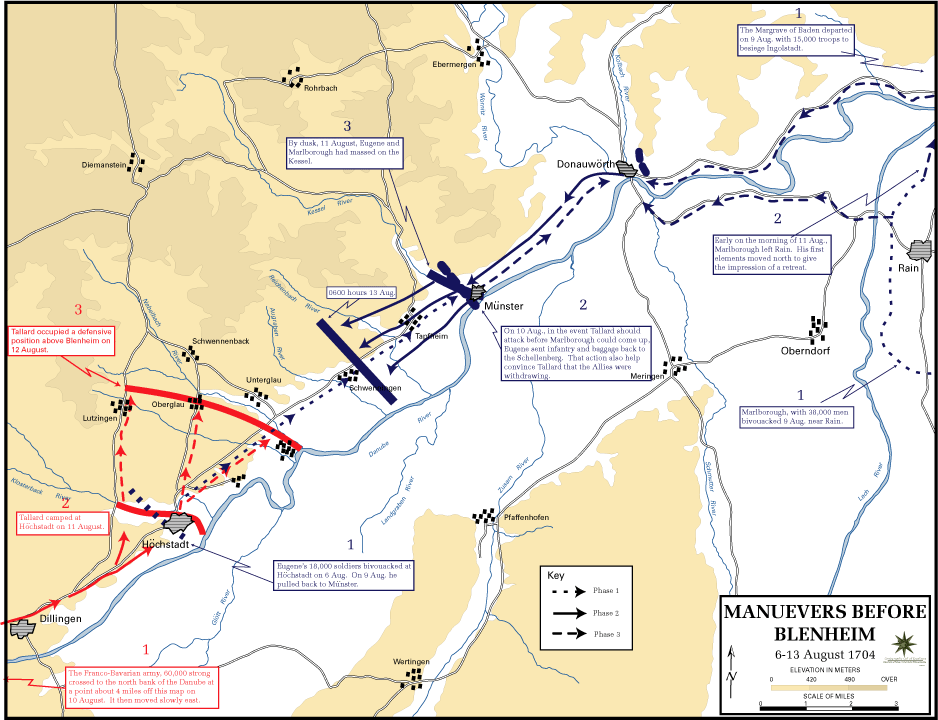
8월 9~13일 전투가 있기 전 작전행동.

34,000명의 병력과 함께 탈라르 원수는 울름에 도착하여 8월 5일 아우크스부르크에 있는 마르생과 선제후와 합류했다 (이 때 탈라르는 선제후가 자신의 영토에 대한 말버러 공작의 파괴공작에 대해 대응하기 위해 병력을 분산시킨 것에 대하여 좋은 인상을 받지 못하였다) 또 8월 5일 외젠 공이 회흐슈테트에 도착하여 그날밤 달려와 슈로벤하우젠(Schrobenhausen)에서 말버러 공작과 만났다. 말버러 공작은 도나우뵈르트가 적에게 함락될 때를 대비하여 다뉴브 강을 건널 또 다른 지점이 필요하다는 것을 알았다. 8월 7일, 그러므로 바덴의 루이 공이 지휘하는 15,000명의 황제군(잔여병력도 2일 후에 따라 나선다.) 다뉴브 아래쪽으로 20마일(~30km)쯤 떨어져 있는 잉골슈테트(Ingolstadt)의 강력한 요새를 함락하기 위해 주력군을 떠났다. 말버러 공작은 바덴의 루이 공이 도시를 함락시킬 것이라 확신하지는 않았으나, 선제후로 하여금 방어를 풀고 잉골슈테트를 지원하기 위해 움직일 것으로 예상했다. 말버러 공작과 외젠 공작은 성미 급하고, 안도하지 못하는 동료를 추방하듯 떼어놓게 되어 안도했다.
외젠 공작의 군대는 다뉴브강의 북쪽 가에 있는 회흐슈테트에 주둔하고 말버로 공작의 군대는 다뉴브강의 남쪽 아래쪽에 배치되자, 탈라르와 선제후는 적군이 어떻게 움직일 것인지 토론하였다. 탈라르는 때를 기다리는 것을 선호했고, 그의 군대에 보급을 충분히 하는 동안 말버러가 다뉴브 지역의 추운 가을에 허우적대게 하고 싶었으나, 지원군을 얻은 마르생과 선제후는 즉각적으로 공격을 하고 싶어했다. 프랑스와 바이에른 사령관들은 결국 외젠의 별동대를 공격하는 계획에 동의했다. 8월 9일, 프랑스 바이에른 연합군은 다뉴브강의 북쪽 강가를 넘기 시작했다.
8월 10일 외젠공작은 그가 도나우뵈르트로 퇴각했음을 알리는 급보를 보냈다. "적군이 진군해오고 있소. 이는 라우잉겐(Lauingen)에서 다뉴브를 건너 전군일 것이오. 딜링겐의 평원은 군대로 가득차 있소. 각하, 모든 것은 빠르게 진행되고 있으며, 당신은 즉시 움직여 내일 나와 합류해야 할 것입니다. 그렇지 않으면 너무 늦을 것이라 걱정이 됩니다." 이러한 적의 현명한 진격에 대응하여 말버러 공작은 그의 병력을 도나우뵈르트에 집결시겼고,. 8월 11일 합류가 완료되었다.
8월 11일 동안 탈라르는 딜링겐에서 강을 건너 공세를 개시했다. 8월 12일 프랑스-바이에른 연합군은 회흐슈테트 평원에 있는 블레넘(Blenheim) 마을의 근처의 작은 네벨(Nebel) 강의 뒤쪽에 진영을 만들었다. 같은 날 말버러 공작과 외젠 공작은 타펠하힘(Tapfheim)의 교회에 있는 첨탑에서 프랑스군의 배치에 대한 정찰을 하고, 그들의 연합군을 프랑스 군의 진영과 5마일(8km)떨어진 뮌스터(Münster)로 이동시켰다. 실리 후작(Marquis de Silly) 휘하의 프랑스 정찰대는 적을 탐지했으나 진격로를 확보하기 위해 넓게 배치된 배치한 동맹군에 의해 궤주당했다. 동맹군은 이 지역의 강한 물살을 건너기 위한 다리를 만들고 회흐슈테트의 서부로 이동하였다. 말버러 공작은 재빨리 윌케스(Wilkes)와 로(Rowe)휘하의 두개의 여단을 파견하여 다뉴브 사이에 있는 대상지대와 슈베닝겐(Schwenningen)에 있는 수풀로 우거진 푸쉬베르크(Fuchsberg)언덕을 확보하였다.
탈라르의 군대는 56,000명의 병력과 90문의 대포를 지니고 있었고, 대동맹의 군세는 52,000명에 66문의 포를 가지고 있었다. 적군의 수적 우위를 알게 된 일부 동맹군 장교들은 말버러 공작에게 공격의 위험에 대하여 진언하였다. 그러나 공작의 결심은 굳었다. "나는 위험을 알고 있소. 그러나 전투는 반드시 필요하오. 나는 아군의 용기와 군율에 전적으로 의존하며 이는 우리의 불리함을 극복할 것이오.". 말버러 공작과 외젠 공작은 모든 불리함에도 불구하고 다음날 공격하기로 결정하였다.

## 전투

### 전장
전장은 거의 4마일(6.4km)에 걸쳐 뻗어 있었다. 프랑스-바이에른 연합군의 최우익은 다뉴브강에 의해 보호받고 있었고, 최좌익에는 슈바벤쥐라(Swabian Jura)의 소나무 언덕이 있었다. 프랑스-바이에른 연합군의 정면에는 작은 네벨(Nebel) 강 (강변의 양쪽 땅은 모두 부드러운 진흙으로 덮혀 있고, 대부분 지역을 걸어서 건널 수 있었다)이 위치해 있었다. 프랑스군의 우익은 네벨 강이 다뉴브강에 합류하는 블레넘(Blenheim)의 마을에서 주둔하고 있었다. 마을은 벽, 울타리, 울타리로 둘러쌓인 정원, 그리고 목초지 등으로 둘러쌓여 있었다. 블레넘과 그 다음 마을인 오블레글류(Oberglau)의 마을 사이의 평원은 그루터기 밭으로 나뉜 밀밭으로 덮여 있었고, 병사들을 배치하기에 이상적이었다. 오블레글류에서 루징겐(Lutzingen)의 작은 마을에는 수로 지대가 있었고, 이 지대에 있는 덤불과 가시 잡목들은 공격자에게 방해가 되고 있었다.

### 초기의 책략

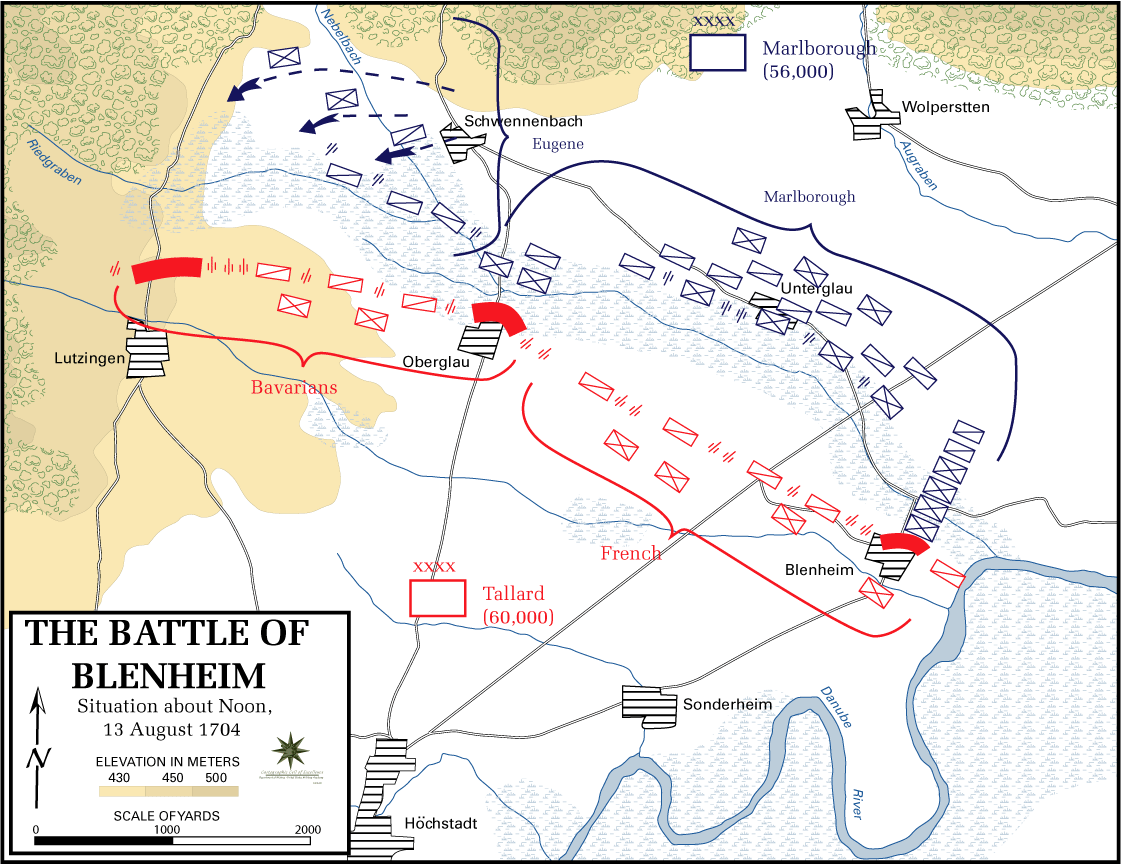
8월 13일 정오쯤 군대의 배치도. 말버러는 좌익의 동맹군 군대를 이끌고 블레넘과 오베르글라우를 공격했다. 그동안 외젠은 우익을 지휘하여 루징겐을 공격했다.

8월 13일 2시, 40개 기병 대대가 적진을 향해 진군을 개시했고, 3시가 되자 8열 종대로 이루어진 동맹군의 주력이 케셀(Kessel)을 넘어 진군하기 시작했다. 약 6시가 되자 그들은 블레넘에서 2마일(3킬로미터)떨어진 슈베닝겐(Schwenningen)에 도착했다. 슈베닝겐에 머물던 영국과 독일의 군세는 밤에 합류하여 진군을 계속했고 남은 군대를 9열 종대로 구성했다. 말버러(Marlborough) 공작과 외젠(Eugene) 공작은 그들의 마지막 계획을 세웠다. 동맹군 지휘관들은 외젠 공작은 16,000명을 거느리고 프랑스-바이에른군의 좌익에 배치된 선제후와 마르생의 23,000명의 군세를 공격하는 동안 말버러 공작이 36,000명의 병력을 거느리고 프랑스-바이에른 연합군의 우익에 배치된 탈라르(Tallard) 원수의 33,000명의 군세를 격파하고 블레넘을 점령한다는데 동의하였다. 만약 프랑스-바이에른 연합군의 좌익에서 외젠 공작의 공격이 시작된다면 선제후와 마르생은 탈라르의 우익을 지원하기 위해 병사를 보낼 수 없을 것이었다. 외젠 공작이 적의 좌익을 공격하는 동안 존 커츠 중장(John cutts)이 블레넘을 공격하기로 하였다. 프랑스의 좌우측면이 동요하는 동안 말버러 공작은 네벨 강을 건너 중앙에 있는 프랑스 군에게 치명타를 입히기로 했다. 그러나 말버러 공작은 본격적인 전투를 시작하기 전에 외젠 공작이 제 위치를 찾을 때까지 기다려야만 했다.
탈라르는 동맹군이 공격하지 않을 것이라 생각하고 있었다. 전날 데 실리(De silly)에 의해 체포된 포로로부터 얻어낸 정보에 속았고 또한 자신이 유리한 상황에 있다고 확신하였기 때문에, 탈라르와 그의 동료들은 말버러 공작과 외젠 공작이 결국 뇌르틀링겐(Nördlingen)을 향하여 동북쪽으로 퇴각할 것이라 생각했다. 탈라르는 루이 14세에게 이날 아침 동맹군이 그의 진지 반대편에 나기 직전에 이러한 상황을 설명하는 메시지를 보냈다. 메로드 웨스테르(Mérode-Westerloo)가 기술하기를 "나는 9열 종대를 이룬 거대한 적군이 다가오는 것을 볼 수 있었다... 다뉴브에서 숲까지의 모든 지평선을 가득 채웠다." 흩어진 징발대를 모으기 위해 신호포가 발사되고, 프랑스와 바이에른 연합군이 예상하지 못한 적의 출현을 알리기 위한 신호탄이 발사되었다.
약 8시경 우익에 있던 프랑스 군의 포병대가 동맹군 블러드 대령의 포병 중대의 사격에 대응해 발포를 시작했다. 포격은 잉골슈테트(Ingolstadt)에 있는 바덴의 루이공에게까지 들렸다고 한다. "말버러 공작과 외젠 공은 오늘 서쪽에서 전투를 벌이고 있습니다." 바덴의 루이공은 오스트리아 황제에게 전했다. "하늘이 그들을 돕기를." 한 시간이 지나 탈라르와 선제후, 그리고 마르생은 마지막 전투 계획을 세우기 위해 블레넘의 교회탑에 올라왔다. 선제후와 마르생은 오블레글류의 언덕 앞에서 전위를 담당하고 탈라르는 다뉴브와 오블레글류 사이의 지역을 방어하기로 되어 있었다. 그러나 프랑스 장군들은 정면의 네벨 강을 어떻게 사용할 것인지에 대해 의견이 갈려 있었다. 탈라르의 전략은 보병대를 네벨강 가까이 배치하고 싶어하는 마르생과 선제후와는 달랐다. 탈라르는 동맹군을 끌어들인 뒤 기병 돌격을 통해 적을 혼란시키고 패주시키기를 원했다. 또한 적이 늪지대에서 허우적거리는 동안 블레넘과 오블레글류에서 십자포화를 쏟아부을 수 있을 것이었다. 계획은 모든 부분이 적절하게 이루어졌으면 훌륭했을 것이지만, 결국 말버러 공작이 별다른 저항 없이 네벨 강을 동하하여 그의 계획대로 군대를 움직이도록 허용하고 말았다.

### 배치
프랑스-바이에른의 배치는 다음과 같았다. 좌익의 루징겐에서 마페이(Maffei) 장군은 마을의 외각에 16대의 포와 5개의 바이에른 보병대대를 배치하였다. 루징겐의 왼편에 있는 숲으로 루젤 후작(Marquis de Rozel) 휘하의 7개의 프랑스 보병대대가 자리잡았다. 루징겐과 오블레글류 사이에는 선제후가 27개의 기병대대를 이끌고 있었다. 다르코(d'Arco)가 14개의 바이에른 기병대를 이끌고, 볼프람스돌프(Wolframsdor)가 이끄는 13개의 바이에른 기병대대가 지원을 위해 근처에 배치되었다. 그들의 오른쪽에 마르생이 지휘하는 40개의 프랑스 기병대대와 12개의 보병대대가 정렬해 있었다. 오블레글류에는 브란빌 후작(Marquis de Blainville)의 지휘를 받는 14개의 보병대대가 지키고 있었다.(이들 중에는 와일드 기즈(Wild Geese)라 불리는 강력한 아일랜드 용병부대가 포함되어 있었다.) 6개의 포병부대는 마을의 옆면에 따라 배치되어 있었다. 프랑스-바이에른 연합군의 우익인 오블레글류와 블레넘 사이에는 탈라르가 64개의 프랑스와 왈룬 기병대대(마르생으로부터 16개를 차출했다.)를 회흐슈테트(Höchstädt)도로의 근처에 배치하고 9개의 프랑스 보병대대가 지원하도록 하였다. 블레넘 옆의 보리밭에는 드 로이(De roi)여단의 3개의 보병대대가 배치되었다. 클레람바 후작(Marquis de Clérambault)이 지휘하는 9개의 보병여단이 마을 자체를 접수했다. 4개의 보병 대대가 후방에 배치되었고, 11개의 보병대대는 예비대로 준비하였다. 이 보병대대들은 오트푀유(Hautefeuille)가 지휘하는 12개 하마 용기병 기병대대에 의해 보조받고 있었다. 11시까지 탈라르와 선제후, 마르생은 제 위치에 있었다. 많은 동맹군 장성들은 이와 같이 좋은 위치에 있는 상대를 공격하는 데 주저하고 있었다. 오크니 백작 조지 더글라스 헤밀턴(George Douglas-Hamilton, 1st Earl of Orkney)은 나중에 고백하길 "만약 나에게 의견을 말할 수 있는 기회가 주어졌다면, 나는 반대했을 것이다."
외젠 공은 11시에 정해진 위치에 도착하기로 되어 있었지만, 수로와 적의 포격 때문에 진격은 느렸다. 커츠 경의 여단은 10시에 네벨 강에 있는 물레방앗간에서 적을 쫓아내고, 이미 강가에서 블레넘을 향하여 배치했고, 근처 마을에서 날아오는 6대의 포에서 날아오는 사격을 견뎌냈다. 경사진 지대에서 그들의 위치를 기다리던 말버러 공작의 군대 중 나머지는 프랑스 군대의 사격을 견뎌야만 했고, 공격을 시작하기도 전에 2,000명의 사상자를 기록했다. 엔지니어들이 네벨 강의 석교를 고쳤고, 블레넘과 오블레글류 사이의 소택지대를 건널 다섯 개의 다리 또는 둑길을 놓았다. 마침내 12시가 되자 케도건(Cadogan)이 말버러 공작에게 외젠 공작이 지휘하는 프로이센과 덴마크 보병대가 제 자리에 배치되었다고 알려왔고, 곧 장군의 진격 명령이 내려졌다. 13시에 외젠 공이 동맹군의 우익에 있는 루징겐에 돌격하는 동안 좌익의 커츠는 블레넘을 공격하라는 명령을 받았다.

### 블레넘

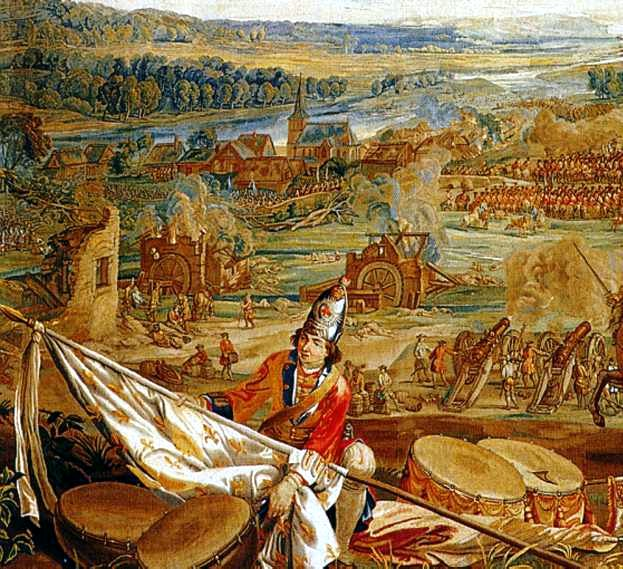
블레넘 궁전에 있는 블레넘 전투 테피스트리. by Judocus de Vos. 네벨 강에 있는 블레넘 마을을 배경으로 중간에 있는 2개의 물방앗간을 교두보로 확보하기 위해 최전선에 나타난 영국 척탁병과 포로가 된 프랑스 부대.

커츠는 아키발드 로우(Archibald Rowe) 준장의 여단에게 공격을 명령했다. 영국 보병대는 네벨의 강 끝으로부터 출진하여 150야드(~130m) 떨어져 있는 블레넘을 향하여 조용히 진군하기 시작했다. 오트푀유(Hautefeuille)의 용기병에 의해 보호받는 존 퍼거슨(John Ferguson)의 영국여단이 로우의 좌익을 지켰고, 보병대는 마을과 강 사이에 있는 바리케이트를 향하여 질서정연하게 움직였다. 거리가 30야드(27m)에 접근 했을 때 프랑스군이 치명적인 일제사격을 가했다. 로우는 그의 검이 적의 목책에 다다랐을 때 더 이상의 사격은 없을 것이라 호언했다. 그러나 그가 신호를 위해 다가갔을 때, 로우는 치명적인 부상을 다했다. 살아남은 부대의 통솔자들은 분열된 군세를 정비하고 정면 돌격을 시작했다. 작은 부대들이 수비자들을 돌파했으나 프랑스의 일제사격은 영국군을 강가로 몰아넣었고 대량의 사상자를 발생시켰다. 공격이 흔들리자 스위스의 숙련된 장교 비트 자크 폰 줄라우벤(Beat-Jacques von Zurlauben)의 지휘를 받는 정예 젱다르망(Gens d'Armes)의 8개의 기병 대대가 영국군을 습격하여 노출된 로우의 연대의 측면을 파고 들었다]]. 그러나 물가의 소택지대의 근처에 배치된 위케스(Wilkes)의 헤센 여단이 적군의 꾸준한 공격에도 절대 물러서지 않고 이를 격퇴하고, 영국군과 헤센군은 재정렬하여 다시 공격하였다.
비록 동맹군은 다시금 격퇴되었지만, 이 블레넘에 대한 끈질긴 공격은 결실을 맺었다. 블레넘에 대한 수비를 맡은 클레람바 후작은 이날 프랑스군 최악의 실수로 꼽히는 명령을 내렸다. 탈라르의 조언에도 불구하고 클레람바는 모든 예비 보병 대대에 마을로 투입시켰고, 이에 따라 프랑스군 배치가 무너지면서 프랑스 군의 수적 우위는 무용지물이 되었다. 메로드 웨스테르가 쓰기를 "군대가 너무 과밀하게 몰려들어와 그들은 사격을 못할 지경이었으며, 명령을 받지도, 수행하지도 못하게 되었다.“ 이 실수를 목격한 말버러 공작은 이제 커츠에게 세 번째 공격 명령을 내리면서, 단지 블레넘의 적을 묶어두도록 하였다. 5,000명정도도 안 되는 동맹군은 두 배나 되는 프랑스의 보병과 용기병 부대를 묶어둘 수 있었다.

### 루징겐
| “                 | 외젠 공작과 황제군은 세 번이나 격퇴되었고, 숲으로 물러났으나 진짜 승리를 얻었다. | ” |
| — 메로드 웨스테르 |                                                                                  |   |

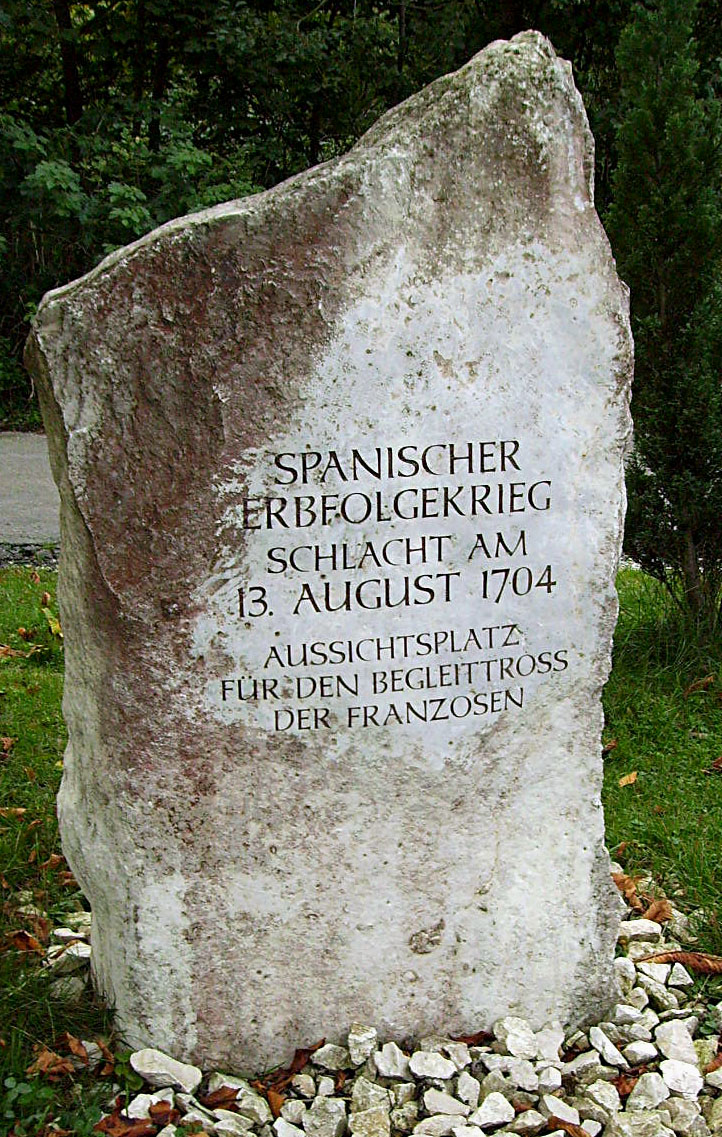
독일 루징겐(Lutzingen)의 1704년 블레넘 전투 기념비.

동맹군의 우익에 외젠 공작의 프로이센, 덴마크 군은 선제후와 마르생이 지휘하는 수적 우위를 지닌 군대와 힘겹게 전투하고 있었다. 안할트데사우 공작(Prince of Anhalt-Dessau)은 네벨 강을 건너 루징겐의 요새화된 도시를 돌격하였다. 여기서 네벨 강은 장애물이 장애가 되지 못했지만, 마을의 외각에 위치한 프랑스-바이에른군의 포병대는 슈벤네바흐(Schwennenbach)의 작은 마을에까지 펼쳐진 개활지에 확실한 포격을 가할 수 있었다. 보병대가 강을 건너자, 그들은 마페이의 보병대에 공격을 받았고, 마을 앞과 우익의 수풀에 위치한 바이에른 포병이 일제사격을 가했다. 프로이센 군은 많은 사상자에도 불구하고 포병대를 공격했고, 숄텐(Scholten) 백작이 지휘하는 덴마크군은 프랑스 보병대를 마을 너머로 밀어내려고 하였다.
보병대가 힘겨운 전투를 벌이는 동안, 외젠 공작의 기병대가 네벨 강을 건넜다. 제국 기병 대장 하노버의 막시밀리안 공작(Prince Maximilian of Hanover)가 지휘하는 오스트리아 기병대의 1열은 마르생이 지휘하는 기병대 2열에 의해 압박을 받았고, 혼란상태에 빠져 네벨 강을 건너 되돌아 왔다. 그럼에도 불구하고 지친 프랑스 군은 이 이점을 살리는 데 실패하였고, 2개의 기병부대는 그들의 재집결을 시도하였다. 그 동안 기병대의 지원 없이지면서 포위를 당할 위험을 안게 되자 프로이센과 덴마크 보병대는 네벨 강을 건너 후퇴해야 했다. 외젠 공작 부대의 일부는 혼란상태에 빠진 채로 강물을 건너야 했고, 바이에른군은 10개의 보병대 깃발과 수백 명의 포로를 얻었다. 이는 오직 외젠 공작과 프로이센 왕자의 리더쉽이 오스트리아군이 패주하여 전장을 떠나는 것을 막았기 때문이었다.
슈벤네바흐의 근처(그들의 시작점보다 후방에 위치해 있다)에서 그의 군대를 재집결한 후에 외젠 공작은 두 번째 공격을 준비했고, 이는 뷔르템베르크-테크의 공작(Duke of Württemberg-Teck)에 이해 지휘되었다. 그러나 아직 그들은 루징겐과 오벨르글류의 포병대로부터 살인적인 십자포화를 당했고, 다시 한 번 패주했다. 프랑스와 바이에른은 그러나 그들의 목표에 거의 혼란을 느끼던 상태였고, 그들은 역시 "말에 올랐다가 내렸다가, 그의 병사들을 새롭게 격려했다."라고 묘사된 선제후와 같은 그들의 사령관들로부터의 격려가 필요했다. 안할트-데사우의 덴마크-프로이센 보병대는 두 번째 공격을 개시했으나 적절한 지원 없이는 진격을 유지할 수 없었다. 다시 한 번 그들은 강을 넘어 퇴각했다.

### 중앙과 오베르글류
| “                   | 그들은, 건널 수 있는 가장 최악의 땅인 소택지대와 네벨강을 가능한 한 빨리 건너기 시작했다. | ” |
| — 처칠의 군종 신부. |                                                                                           |   |

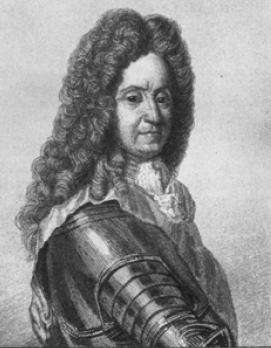
탈라르 원수 (1652–1728). He should not have allowed Clérambault to shut most of the infantry of the French right wing into Blenheim leaving him short of infantry support when it most mattered.

블레넘과 루징겐에서 이러한 사건들이 벌어지는 동안에 말버러 공작은 네벨 강을 건널 준비를 하였다. 중앙에서 공작의 남동생인 찰스 처칠(Charles Churchill)이 지휘하는 18개의 보병대대가 두개의 라인을 구성하여 진격하였다. 1열의 7개의 보병대대는 네벨 강을 건너 거점을 확보하고, 2열에 위치한 11개의 보병대대는 후방에서 강을 건너는 동맹군을 보호했다. 보병대의 전위와 후위 사이에는 72개의 기병대대가 있었다. 보병대 1열은 강을 먼저 건너 뒤따라 오는 병력이 편히 강을 넘을 수 있는 공간을 확보할 수 있을 때까지 진격하였다. 1열은 곧 전열 사이사이에 기병대가 앞으로 나아갈 수 있는 공간을 두어 기병대가 이동할 수 있는 경로를 확보하고 기병대의 이동을 엄호하였다.
말버러 공작은 진격을 명령하였다. 줄라우벤(Zurlauben)의 젱다르망이 이끄는 프랑스 기병대는 블레넘 방면의 커츠의 군대와 찰스 처칠의 보병대 사이의 공간을 파고들어, 두 영국군 사이를 연결하는 룸리(Lumley)의 영국 기병대에 돌격을 감행했다. 프랑스의 정예기병대가 공격을 시작하자마자 그들은 프란시스 팜스(Francis Palmes)대령이 지휘하는 다섯 개의 영국 기병대대와 마주하게 되었다. 놀란 프랑스군의 젱다르망은 혼란에 빠졌고, 블레넘을 통해 흐르는 말루베어(Maulweyer)의 너머로 물러나기 시작했다. "아니 그것이 가능한가?" 선제후가 외쳤다. "프랑스의 신사들이 달아난다고?" 팜스는 기세를 몰아 공격을 감행하려 하였으나, 프랑스의 기병대 일부와 블레넘 외곽에서의 머스킷 사격에 의해 혼란에 빠져 격퇴당하고 말았다.
그럼에도 불구하고 탈라르는 젱다르망의 패퇴소식에 놀라 마르생에게 지원을 요청하기 위해 달려갔다. 그러나 사력을 다해 두 번째 공격을 개시한 외젠에 공격받고 있던 마르생은 이를 거절했다. 탈라르가 마르생과 의논하는 동안 클레람바는 계속 남은 예비 보병대를 블레넘에 밀어넣고 있었다. 탈라르는 이 절망적인 상황을 타개할 방법이 없다는 것을 깨닫자, 중앙에 있는 적의 대군의 반대에 방향에 있는 회흐슈테트 근처로 9개의 보병대대를 이끌고 휴퇴하였다. 줄라우벤 기병대는 프랑스쪽 강가로 넘어온 동맹군을 방해하고자 계속해서 노력했다. 그의 전위 기병대는 네벨 강 쪽으로 난 경사를 이용하여 돌진했다. 그러나 공격은 손발이 맞지 않았고, 동맹군의 보병대의 끊임없는 사격은 프랑스 기병대를 혼란시켰다. 이 사소한 접전 중 줄라우벤이 치명적인 상처를 입었고, 이틀후에 사망했다. 이때 시간은 15시를 지나고 있었다.

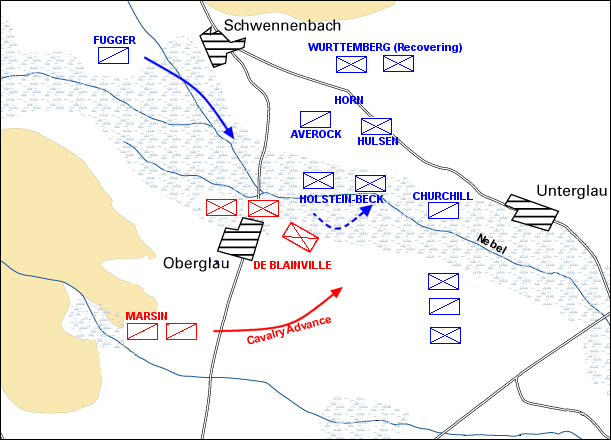
오블레글류에 대한 동맹군의 공격.

뷔르템베르크-웨스의 공작(under the Duke of Württemberg-Öels 외젠과 전투를 벌이던 뷔르템베르크의 공작과 혼동하지 말것.) 휘하의 덴마크 기병대는 네벨 강을 건너 오블레글류로 천천히 접근하고 있었다. 근처 마을에 있는 마르생 보병대의 저항을 받아 덴마크군은 강을 건너 후퇴했다. 호른(Horn) 백작 휘하의 네덜란드 보병대는 프랑스군을 강변으로 몰려고 하였다. 그러나 말버러 공작이 탈라르에 대해 주공격을 시작하기 전까지 오블레글류는 안전할 수 있었다.
호른 백작은 홀스타인-벡의 공작(Prince of Holstein-Beck)에게 오블레글류를 점령하라고 명령하였다. 그러나 그의 두 개의 네덜란드 여단은 프랑스와 아일랜드 군에 의해 격파되었고, 공작은 이 와중에 치명적인 부상을 입고 포로로 잡혔다. 전투는 이제 균형을 이루었다. 만약 홀스타인 벡의 네덜란드군이 궤멸당한다면 동맹군은 둘로 나뉘게 된다. 동맹군 우익의 외젠 공작의 군대는 중앙의 말버러 공작의 군대로부터 고립되게 되고, 프랑스-바이에른 연합군은 전 지역에 걸쳐 교전을 할 수 있게 된다. 기회를 포착하고 마르생은 그의 기병대에게 외젠을 향하여 공격할 것을 명하고 그들의 우익을 돌려 운터글라우(Unterglau)의 앞에 배치되어 있는 찰스 처칠 휘하의 보병대의 측면을 노리게 하였다. 말버러 공작은(개인적으로 다둘 수 있는 임시변통의 다리로 네벨 강을 건넜다.) 헐슨(Hulsen)의 하노버 보병대대에게 네덜란드 보병대를 지원하라고 명령하였다. 애버록(Averock)휘하의 네덜란드 기병여단은 앞으로 보내졌으나 얼마 안 있어 수적 우위에 있는 마르생의 기병대대에 의해 물러나게 되었다.
말버러 공작은 이제 외젠 공작에게 헨드릭 푸거 백작과 그의 제국 중장기병 여단의 포위를 풀고 그들이 프랑스 기병대를 격파하는 것을 돕도록 요청했다. 비록 고전을 벌이고 있음에도 불구하고 오스트리아의 외젠 공작은 이 요구에 이 요구에 즉각적으로 응답하여, 두 장군간의 신뢰와 상호 협력 관계를 보여주었다. 비록 네벨 강이 푸거와 마르생의 기병대 사이에 있었지만, 프랑스군은 그들 앞에 나타난 이 새로운 위협에 말버러 공작의 보병대를 공격하는 기회를 잃고 진형을 바꿔야 했다. 푸거의 중기병대가 돌격하여 유리한 위치를 이루었고, 마르생의 기병대를 혼란에 빠트렸다. 블러드 대령의 포병중대의 지원을 받아 이제는 브렌스볼트(Berensdorf)의 지휘를 받게 된 헤센, 하노버, 네덜란드의 기병대는 프랑스군과 아일랜드 기병대는 오베르글류로 밀려났고, 그들은 다시는 탈라르와 교전하려 하는 처칠의 옆을 위협할 수 없었다. 마을에 있던 프랑스 지휘관 블라인빌레 후작(Marquis de Blainville)은 상당한 부상자 숫자를 기록하고 있었다.

### 돌파
| “                        | 프랑스군은 그들이 조각조각 분산되기 전까지는 내가 본 부대 중 가장 규율 있는 상태였다. | ” |
| — 오크니 경(Lord Orkney) |                                                                                       |   |

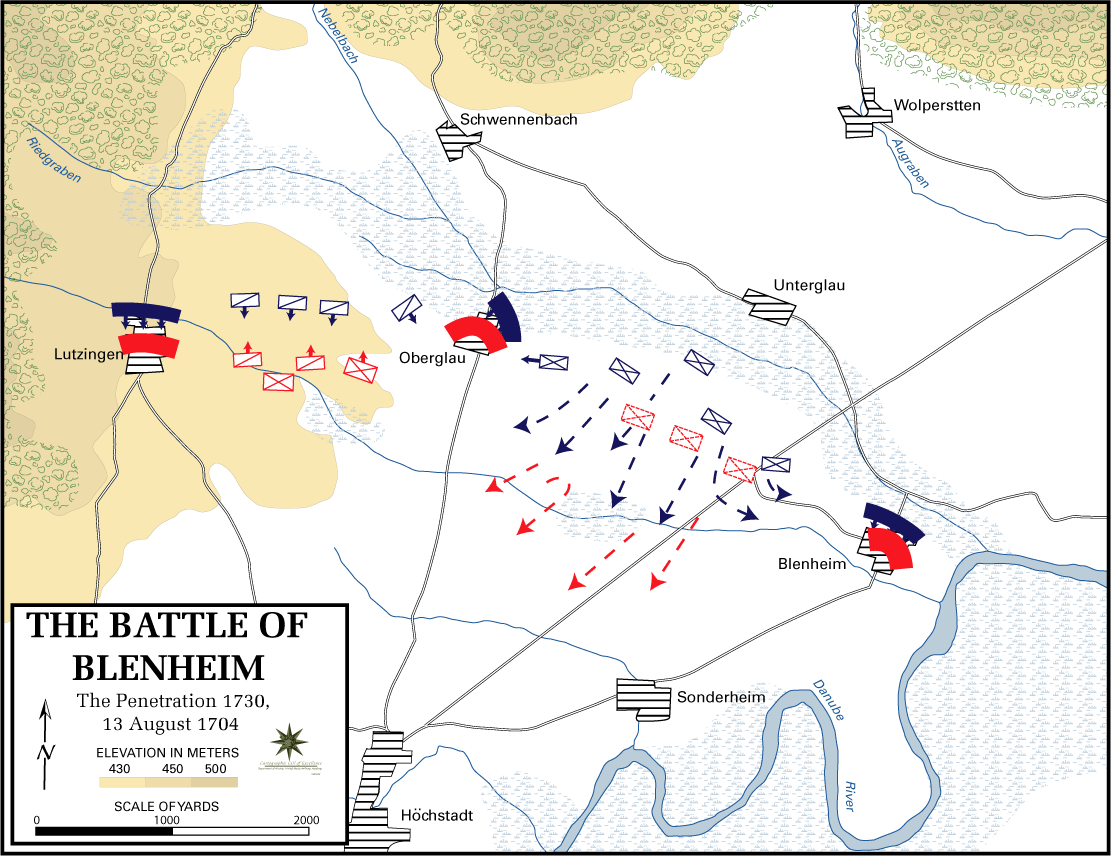
돌파: 17:30분의 전투 상황.

16시까지 블레넘과 오베르글류의 적을 포위한 채로 18개의 보병대대의 지원을 받은 동맹군 핵심의 81개 기병대대(9개의 기병대대는 커츠(cutts)의 여단에서 교체되었다.)는 프랑스의 64기병대대와 새로 충원된 9개의 보병대대의 중앙부를 공격했다. 이제 전투의 새로운 국면이 펼쳐졌다. 말버러(Marlborough)공작은 전위에 공격을 가하고 싶었고, 두 번째 격퇴당한 후 외젠(Eugene) 공작은 재정비를 위한 시간이 필요했다.
17시가 막 지났을 때 동맹군 전위는 충분히 준비가 되었다. 말버러 공작의 기병대 2개열은 그들 뒤에 있는 두개의 보병부대의 지원을 받으면서 말버러 공작의 전선 바로 앞으로 움직였다. 메로드 워스테르(Mérode-Westerloo)는 블레넘에서 혼란에 빠진 프랑스군을 구해내려고 하였으나 클레람바(Clérambault)는 그의 군대에게 마을로 퇴각하라고 명령하였다. 프랑스 기병대는 룸리(Lumley)의 영국과 스코틀랜드 부대가 담당하는 동맹군의 좌익과 홈페스치(Hompesch)의 네덜란드 독일군이 맡고 있는 동맹군 우익에 대하여 한 번 더 공격을 감해하였다. 탈라르(Tallard)의 기병대대는 보병대의 지원을 없는 상황에서 지치고 피곤을 느끼는 상황이었으나, 동맹군 기병대 1열을 보병대까지 밀어내었다. 말버러 공작은 전투를 아직 승리로 이끌지 못한 상황에서 전장을 이탈하려고 하는 그의 기병 장교를 꾸짖었다.
| “ | 경, 그대는 실수를 하고 있소. 적은 이런 식으로 속이고 있소. | ” |

이제 공작의 명령은 본 불로우(von Bulow)와 오스트-프리즈 백작(the Count of Ost-Friese)의 지휘를 받는 동맹군 2진에게 돌격하라고 명령을 내렸고 이들은 중앙을 돌파하여 결국 탈라르의 지친 기병대를 궤주시켰다. 그들의 기병대가 뒤로 물러서는 것을 보고, 프랑스 보병대대의 잔여병력들은 절망적인 무용을 보여주며, 방진을 형성하려 하였다. 그러나 이는 헛된 일이었다. 프랑스 보병대대는 블러드 (Blood) 대령의 근접 포병 사격과 보병대의 집단 사격에 의해 압도되었다. 메로드 워스테르는 후에 이렇게 썼다.
| “ | 그들은 개활지의 오른쪽 너머에 있던 바로 그들이 서 있던 장소에서 죽어갔다. 누구의 지원도 받지 못한 채로... | ” |

퇴각한 탈라르의 주력군은 회흐슈테트(Höchstädt)로 퇴각하였으나, 그 마을에서도 안전하게 있지는 못했고, 대신에 3,000명의 프랑스 기병이 익사한 바로 다뉴브강 위로 뛰어들었다. 다른 이들은 기병들의 돌격에 의해 분산되었다. 그루그난(Gruignan)은 반격을 시도하였으나, 그는 동맹군의 승리에 의해 쉽게 격파당했다. 그의 진영 뒤에서 병력을 마지막으로 집결한 후에 전투를 독려하며 외치던 탈라르 원수는 궤주하게 되었고, 손더헤임(Sonderheim)으로 몰리게 되었다. 헤센 부대에 의해 포위되었던, 탈라르 원수는 헤센-카셀의 공작(Prince of Hesse-Kassel)의 보좌관 보이넨버그(Boinenburg)중령에게 항복했고, 아이드 드 캠프(aide-de-camp)의 말버러 공작에게 정중하게 보내졌다. 말버러 공작은 이 붙잡힌 프랑스 장군을 환영했다.
| “ | 제가 존경하는 군인에게 잔인한 불행이 드리워졌다니 매우 유감입니다. | ” |

경의와 친절 속에서 탈라르 원수는 말버러의 진영으로 보내졌다

### 블레넘의 함락
| “                                    | 우리군은 불길을 넘어 싸웠다. 양측 모두의 군대가 죽음으로 산화하는 동안까지. | ” |
| — 근위 제1연대 보병의 개인적인 기록. |                                                                             |   |

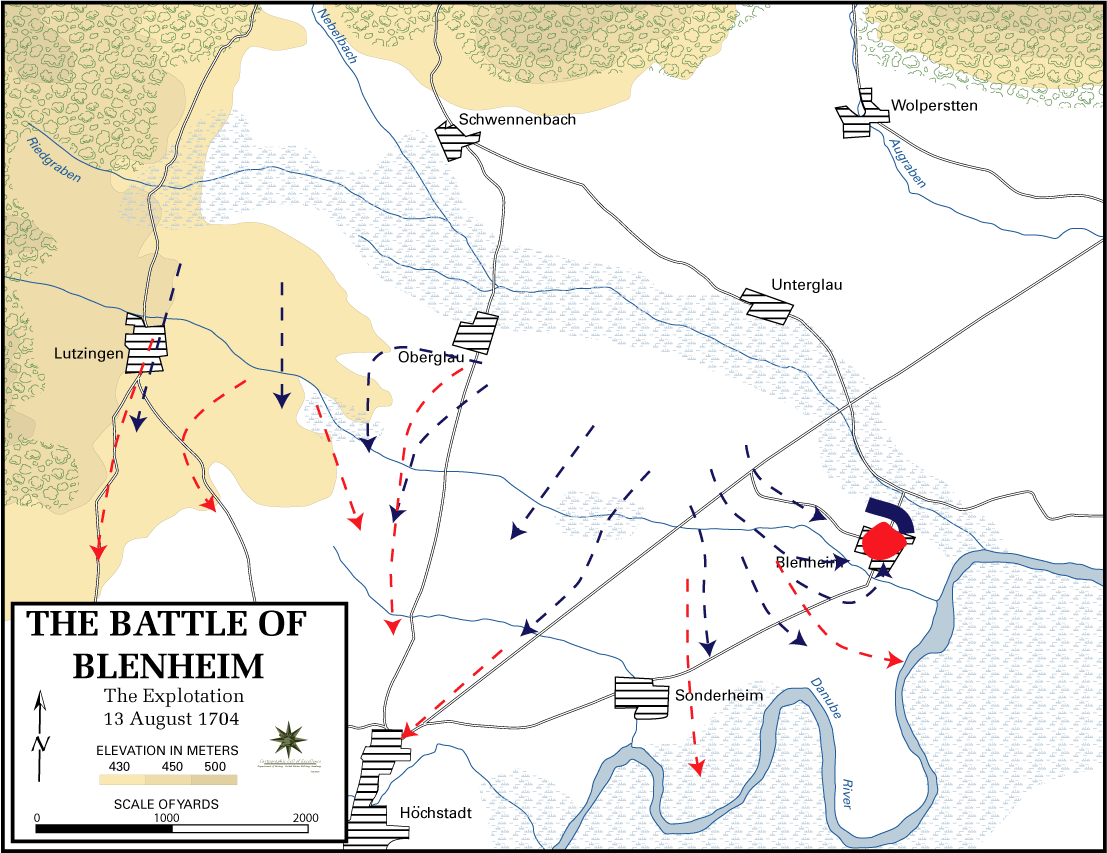
추적

동맹군이 루징겐에 있는 바이에른군의 방어를 다시금 공격하는 동안, 외젠 공작은 그들의 공격이 실패한데 낙담한 황제군 기병대를 격려하고 있었다. 그는 이미 궤주를 막기 위해 그의 병사 두 명을 즉결처분했다. 그리고 혐오감에 넌더리 치면서 "비겁자가 되지말고 용감한 전사로써 싸워라"고 외쳤다. 외젠 공작은 프로이센과 덴마크 보병대와 함께 공격에 나섰고, 데사우어(Dessauer)가 그랬던 것처럼 그의 군대를 고무하기 위해 연대기를 휘둘렀다. 이때 프로이센군은 바이에른 포병대를 강습할 수 있었고, 이윽고 그들을 제압했다. 마을너머에서 스콜텐의 덴마크군은 절망적인 총검 육박전 속에서 프랑스 보병대를 격퇴하였다. 중앙이 붕괴되는 것을 보았을 때 선제후와 마르생(Marsin)은 전투가 패했다고 생각하고 탈라르의 군대의 잔여부대처럼 전장을 떠나기 시작했다.(비록 그렇지만, 탈라르의 부대보다는 궤주상태가 덜했다.) 기병대가 지친상태였기 때문에 동맹군은 마르생의 퇴각을 막지 못했고, 전장에 혼란은 가중되어갔다.
말버러 공작은 그의 주의를 도망가는 적에게 돌려, 찰스 처칠(Charles Churchill)에게 보병대의 일부를 떼어내어 블레넘을 공격하게 하였다. 오클리(Orkney)의 보병대와 헤밀턴(Hamilton)의 영국 여단, 그리고 성 바오로의 하노버군대는 밀들을 뭉개며 작은 집들을 해쳐나갔다. 프랑스군과의 사나운 육박전이 마을 중앙과 충분히 방어준비가 된 성벽으로 둘러싸인 교회로 가는 동안 계속되었다. 하이(Hay)와 로스(Ross)의 하마한 용기병들 역시 보내졌으나, 드 라 실베레(de la Silvière) 대령 휘하의 알토이즈, 프로방스 부대의 반격을 받았다. 벨빌레(Belville) 대령의 하노버군은 용기병대가 처한 위협을 해소하기 위해 파견되었고, 다시 한 번 공격을 가하였다. 동맹군의 진격은 방어군과 마찬가지로 느리고 힘들었고, 그들은 많은 사상자를 낳았다.

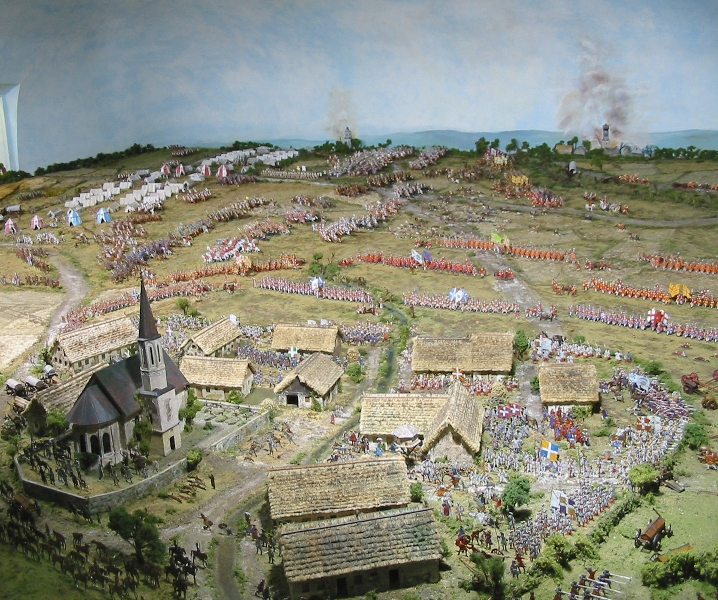
회흐슈타트 박물관에 있는 디오라마 전투. 중앙의 전장으로 밀고 들어오던 탈라르의 기병 대대를 동맹군 기병대가 저지하는 블레넘 전장에서 벌어진 가장 중요했던 순간을 묘사했다.

많은 민가가 불에 탔고, 이로 인해 전장에 흐릿한 불길이 번지면서 방어측을 전장에서 내몰았다. 블레넘에서의 소음을 듣고 탈라르 원수는 말버러 공작에게 수비군이 전장으로부터 퇴각을 명령하길 제안하는 메시지를 전했다. 공작은 말했다. "탈라르 씨에게 지금 그의 처지에서는 명령을 내릴 수 없다고 알려라." 그럼에도 불구하고 황혼이 지자 동맹군 사령관들은 빠른 결론을 원하기 시작했다. 프랑스 보병대는 블레넘에서 자신들의 위치를 지키기 위해 지속적으로 싸우고 있었으나, 그들의 사령관들을 어디에도 발견되지 않았다. 마을에 대군을 몰아넣은 클레람바(Clérambault)의 실수가 그날 그의 운명을 결정지었다. 자신의 전술적 실수가 중앙에서의 패배를 야기했다는 것을 깨닫자, 클레람바는 블래넘과 그 마을을 지키고 있는 27개의 보병대대를 버리고 도망갔고, 이후에 보고되기로 도망가던 와중에 다뉴브강에서 익사했다고 한다.
이제 블레넘은 3명의 영국 사령관, 커츠, 처칠, 오클리로부터 모든 곳에서 공격을 받기 시작했다. 프랑스군은 많은 사상자를 냈지만 모든 공격을 격퇴했다. 그러나 대다수는 평원에서 어떤 일이 일어났으며, 그들의 결과가 무엇인지 보고 있었다. 그들의 군대는 궤주했고, 그들은 고립되어 있었다. 후방에서 공격하던 오클리경은 다른 작전을 시도했다.
| “ | 적과 협상하는 것이 내 머리 속으로 들어왔다. ... 그들은 이를 받아들이고 데 노빌레(de Nouville) 중장이 즉각적으로 나에게 항복해 무기를 내리고 포로가 되었다. | ” |
|   | — 오클리 경의 나중의 기록 |   |

동맹군의 총포에 위협을 느껴 다른 부대도 그들의 선례를 따랐다. 그러나 21시가 될 때까지 클라람바의 빈자리를 채웠던 데 블란자(de Blanzac) 후작은 패배가 피할 수 없다는 것을 받아들이지 않았다. 그러나 그는 결국 이를 받아들이고 10,000명의 프랑스 정예 보병부대는 그들의 무기를 땅에 내려놓고 항복했다.
이런 사건들이 진행되는 동안 말버러 공작은 말을 타고 붕괴된 적을 추적하는 것을 지휘하고 있었다. 말버러 공작은 잠시 멈추어 낡은 술집 영수증에 그의 아내 사라(Sarah)에게 보내는 편지를 썼다.
| “ | 나는 더 자세하게 쓸 시간은 없지만, 그대가 나를 대신하여 여왕 폐하에게 나의 경의와 우리 군대가 영광스러운 승리를 거두었다는 사실을 전달해 주시오. | ” |

## 영향
프랑스군은 30,000명이 넘는 병사들이 전사 혹은 부상당했거나 실종되는 막대한 피해를 입었다. 게다가 "프랑스는 무적"이라는 신화가 깨졌고, 빠른 종전을 통한 평화를 얻으려는 루이 14세의 꿈은 좌절되었다. 메로드 웨스테르는 탈라르의 군대가 벌인 이 전투에 대하여 다음과 같이 요약한다.
"프랑스는 광범위하고 다양한 이유로 인해 이 전투에서 패배했다. 하나는 자신의 능력에 대해 너무 낙관적이다는 점이고, 다른 점은 그들의 불완전한 전투 배치였으며, 여기에 더하여 군대의 무질서함과 경험 없는 배치가 있었다. 이 모든 과실들이 이 유명한 전투에서의 패배를 불러왔다."

그러나 외젠 공작은 프랑스군에 대해 이렇게 말하였다.
나는 적어도 4번 돌격하지 않은 기병대대와 보병대대를 본 적이 없다."

그럼에도 불구하고 블레넘 전투는 아마 스페인 왕위 계승 전쟁에서 가장 결정적인 전투였을 것이다. 멋진 협력을 보여준 말버러 공작과 외젠 공작은 합스부르크 제국을 도움으로써 대동맹이 붕괴되는 것을 막을 수 있었다. 뮌헨(Munich), 아우크스부르크(Augsburg), 잉골슈테트(Ingolstadt), 울름(Ulm)과 같은 그때까지 남아있던 바이에른의 영토들이 순식간에 함락되었다. 일버쉐임 조약(Treaty of Ilbersheim)이 1704년 11월 7일 서명되었는데, 바이에른은 오스트리아의 군사 지배에 놓이게 되고 남은 전투 동안 합스부르크에 편의를 제공하기로 약속했다.
바이에른 선제후와 마르생 원수의 양익의 잔여병력은 스트라스부르(Strasbourg)로 퇴각했고 궤주하는 동안 7,000명의 병력을 잃었다. 비록 바이에른의 지배자로 남아있을 기회가 있었음에도 불구하고(비록 동맹국 오스트리아의 엄격한 간섭이 있긴 하겠지만.) 그는 자신이 아직 군사권을 쥐고 있는 스페인령 네덜란드에서 동맹에 대한 전투를 계속하기 위해 자신의 나라를 떠났다. 프랑스군의 최고 사령관이었던 탈라르 원수는 부하들과는 다르게 석방되거나 교환되지 않았고 잉글랜드로 보내져서 노팅엄(Nottingham)에 갇혔다가 1711년에야 풀려났다.
1704년의 전역은 동맹군이 최대의 이익을 얻기 위해 평소보다 오래 진행되었다. 프랑스는 너무 강력해서 단 한번의 승리로 평화를 이룰 수는 없다는 것을 깨닫자, 외젠 공작, 말버러 공작, 그리고 바덴의 루이공은 그들의 다음 움직임을 협의하기 위해 만났다. 다음해에 말버러 공작은 라인과 모젤(Moselle)강을 따라 프랑스 깊이 들어가는 전역을 제안했다. 이 요구는 라인을 지키는 란다우(Landau)요새와 모젤 강에 있는 트리에르(Trier)의 마을과 트라바체(Trarbach)를 점령하는 것을 필요로 한다. 바덴의 루이공과 외젠 공작은 트리에르를 8월 26일에 함락했고, 란다우를 11월 23일에 함락했다. 그리고 트라바체를 12월 20일에 함락하면서 1704년의 전역은 끝을 고했다.
말버러 공작은 앤 여왕(Anne)의 환호와 함께 12월 14일(옛 스타일과 새로운 스타일 닐짜) 그의 고향 영국으로 돌아갔다. 1월의 1일, 블레넘 전투에서 획득한 110개의 기병대 깃발과 128개의 보병연대 깃발이 웨스트민스터 홀까지 행진했다. 그러나 그 이상 가지는 않았다. 1705년 2월, 이미 3년 전 존 처칠을 말버러 공작 작위를 수여한 앤 여왕은 그에게 왕실 소유의 우드스톡 공원을 하사하였다. 또한 이곳에 그의 영광된 승리를 기념할 만한 적절한 건물을 짓는 데 240,000 파운드를 지급할 것을 약속하였다. 영국 역사가 에드워드 크리시(Edward Creasy)는 이 승리를 역사상 결정적인 승리 중 하나로 평가했다. 그는 다음과 같이 썼다.
블레넘이 없었다면, 알렉산드로스 대왕의 정복했던 그 넓이와 비교할 만하고, 그 견고함에서 로마와 비슷한 프랑스의 침략 영향으로부터 전 유럽이 고통받았을 것이다.."

오늘날 블레넘 궁전(Blenheim Palace)은 왕실에 속해있지 않은 건물 중 유일하게 궁전(Palace)라 칭해지는 건물이다. 이 건물은 여전히 말버러 공작가의 거주지이다.

## 문학적 참조
- Robert Southey's anti-war poem After Blenheim[97]
- Joseph Addison's poem The Campaign[깨진 링크(과거 내용 찾기)]

## 같이 보기
- 블레넘 전투서열 : 블레넘 전투 각 진영의 전투서열.
- HMS 블레넘 : 영국 왕립해군의 함정이름.
- 브리스틀 블레넘 : 제2차 세계대전 영국의 폭격기 이름.

### 참고 서적
- Barnett, Correlli. Marlborough. Wordsworth Editions Limited (1999). ISBN 1-84022-200-X
- Chandler, David G. A Guide to the Battlefields of Europe. Wordsworth Editions Limited, 1998. ISBN 1-85326-694-9
- Chandler, David G. Marlborough as Military Commander. Spellmount Ltd (2003). ISBN 1-86227-195-X
- Churchill, Winston. Marlborough: His Life and Times, Bk. 1, vol. ii. University of Chicago Press, (2002). ISBN 0-226-10633-0
- Coxe, William. Memoirs of the Duke of Marlborough: vol.i. London, (1847)
- Falkner, James. Blenheim 1704: Marlborough's Greatest Victory. Pen & Sword Books Ltd, 2004. ISBN 1-84415-050-X
- Henderson, Nicholas: Prince Eugen of Savoy. Weidenfield & Nicolson (1966). ISBN 1-84212-597-4
- Lynn, John A. The Wars of Louis XIV, 1667–1714. Longman (1999). ISBN 0-582-05629-2
- McKay, Derek. Prince Eugene of Savoy. Thames and Hudson Ltd., (1977). ISBN 0-500-87007-1
- Spencer, Charles. Blenheim: Battle for Europe. Phoenix (2005). ISBN 0-304-36704-4
- Tincey, John. Blenheim 1704: The Duke of Marlborough's Masterpiece. Osprey Publishing Ltd, 2004. ISBN 1-84176-771-9